# Enric Ferrer (músic)
Enric Ferrer fou un músic i compositor del s. XIX vinculat a la Basílica de Santa Maria d'Igualada del qual es conserven dos càntics per veu i piano i un himne a tres veus amb orgue.
L'any 1817 Ferrer regia el magisteri de la capella de Santa Maria de Vilafranca del Penedès.
Es conserven obres seves al fons musical de la basílica de Santa Maria d'Igualada (SMI).

## Obra
- Càntic per a 1 veu i piano (s. XIX)
- Càntic per a 1 veu i piano (darrer quart del s. XIX)
- Himne per a 3 veus i orgue (finals del s.XIX)